# Équipe d'Australie féminine de baseball
Uniformes
L'équipe d'Australie de baseball féminin représente la Fédération australienne de baseball lors des compétitions internationales comme la Coupe du monde.
Son premier match officiel s'est déroulé en juillet 2001 à Toronto au Canada contre le Canada à l'occasion de la première Série Mondiale de baseball féminin. 
Elle participe à la Série Mondiale de baseball féminin de 2001 à 2004,, un événement qui disparait ensuite au profit de la Coupe du monde de baseball féminin. 
En Coupe du monde, son meilleur résultat est une médaille d'Argent en 2010. Elle est en troisième position du Classement mondial de l'IBAF au 1er septembre 2010.

## Palmarès
Série mondiale:
- 2001 :  3e
- 2002 :  1er
- 2003 :  2e
- 2004 :  3e

Coupe du monde:
- 2004 : 4e
- 2006 : 4e
- 2008 : 4e
- 2010 :  2e